# Polygenis acodontis
Polygenis acodontis är en loppart som först beskrevs av Jordan et Rothschild 1923.  Polygenis acodontis ingår i släktet Polygenis och familjen Rhopalopsyllidae. Inga underarter finns listade i Catalogue of Life.